# John Fedchock
John William Fedchock (Cleveland, 18 september 1957) is een Amerikaanse jazz-trombonist, bigband-leider, componist en arrangeur. Hij speelt hardbop, postbop en swing.

## Biografie
Fedchock studeerde aan Ohio State University (muziekonderwijs en jazzstudies) en Eastman School of Music (jazzstudies en contemporary media). Vanaf 1980 werkte hij zeven jaar bij Woody Herman, als solist, muzikaal leider en arrangeur. Hij toerde met de bigbands van Gerry Mulligan, Louie Bellson en Bob Belden. In 1989 formeerde hij met sessiemuzikanten een bigband, de New York Big Band, waarmee hij verschillende albums opnam. Ook maakte hij cd's met een kleinere bezetting.
In 2003 werd hij genomineerd voor een Grammy voor zijn arrangement van "Carribean Fire Dance" op het album "No Nonsense".
Fedchock spant zich nog steeds af en toe in voor het Woody Herman Orchestra, met composities en arrangementen. 
De trombonist is ook te horen op albums van onder andere Rosemary Clooney, Lew Anderson Big Band, Maria Schneider en Kim Pensyl. Hij speelt in de stijl van Slide Hampton, J.J. Johnson en Urbie Green.
Met Maria Schneider was Fedchock enige tijd getrouwd.

## Discografie
- New York Big Band, Reservoir Records, 1992
- On the Edge (New York Big Band), Reservoir Records, 1998 ('Albumpick' Allmusic.com)
- Hit the Bricks (kleine bezetting), Reservoir Records, 2000
- No Nonsense (New York Big Band), Reservoir Records, 2002
- Up and Running (New York Big Band), Reservoir Records, 2007
- Live at the Red Sea Jazz Festival (met NY Sextet), Capri Records, 2010
- Live at Capozzoli's (met Carl Fontana), Woofy Productions, 2011
- Fluidity (met kwartet), Summit Records, 2015